# 辛弃疾铁血传奇
《辛弃疾铁血传奇》是峨眉电影制片厂于1993年出品的一部影片，该片讲叙了宋代著名词人辛弃疾青年时期的一段传奇故事。

## 简介
1150年，金国军队侵入山东境内烧杀抢掠，辛文郁率众抵抗战死。金兵将领粘得力以全城百姓性命逼迫辛文郁之父辛赞投降，辛赞虽在金营，但心怀故国，悉心培养孙子辛弃疾以图恢复河山。成年后的辛弃疾文武全才，他与伙伴党怀英假装应考举子进京刺探军情，不料被金兵发觉，粘得力派兵追捕。党怀英应考中得状元，他贪幕荣华，出卖了辛弃疾。辛弃疾负伤逃走，潜入党怀英未来岳父范邦彦家中，范邦彦虽为金国臣子，但心向故朝。粘得力、党怀英带兵追来，擒获了辛弃疾。范邦彦与其女范如玉深感辛弃疾忠义，不齿党怀英卖友求荣，故助之逃走。范如玉和辛弃疾一路逃亡，被灵岩寺方丈收留，辛赞闻之，赶来与孙子相见。党怀英带金兵包围灵岩寺，辛赞怒斥其卖国的不齿行径，愤恨逝去。在百姓帮助下，辛、范二人杀出重围，辛弃疾更在父亲辛文郁墓前发誓要投身抗金斗争，将金人逐出中原……

## 演员
- 刘燕军 饰 辛弃疾
- 蒋勤勤 饰 范如玉